# Volker Patzenhauer
Volker Patzenhauer (* 21. Dezember 1959) war Fußballspieler in der DDR-Oberliga, der höchsten ostdeutschen Fußballklasse. Er spielte dort für den FC Hansa Rostock. Außerdem war er Nationalspieler in der DDR-Juniorenauswahl.

## Sportliche Karriere
1970 wurde Patzenhauer mit der BSG Lokomotive in Neustrelitz Bezirksschülermeister. Anschließend wurde er zum regionalen Fußballschwerpunkt, dem FC Hansa Rostock, delegiert, wo er die weiteren Nachwuchsmannschaften durchlief. Im Herbst 1976 wurde er in den Kader der DDR-Juniorennationalmannschaft aufgenommen und bestritt bis zum August 1977 vier Junioren-Länderspiele. Zur Saison 1978/79 wurde Patzenhauer für das Aufgebot der Nachwuchsoberliga-Mannschaft des FC Hansa als Mittelfeldspieler nominiert. In der gleichen Saison stieg die 1. Mannschaft aus der Oberliga ab. Für die DDR-Liga-Saison 1979/80 wurde der 1,74 m große Patzenhauer in das Aufgebot der 1. Mannschaft aufgenommen, trug mit drei Punktspieleinsätzen jedoch nur unwesentlich zum sofortigen Wiederaufstieg der Rostocker bei. In der anschließenden Spielzeit 1980/81 wurde Patzenhauer wieder in die 2. Mannschaft zurückgestuft, die in der Nachwuchsoberliga spielte. Trotzdem kam er bereits am 8. Spieltag zu seinem ersten Oberligaeinsatz. In der Begegnung FC Hansa – Chemie Böhlen (2:0) am 18. Oktober 1980 wurde er in der 56. Minute für den Verteidiger Hans-Joachim Wandke eingewechselt.
In der Saisonrückrunde wurde er zwischen dem 16. und 26. Spieltag in acht weiteren Oberligaspielen eingesetzt, in denen er bis auf ein Spiel als Mittelfeldakteur jeweils die vollen 90 Minuten absolvierte. Daraufhin rückte Patzenhauer für 1981/82 wieder in die 1. Mannschaft auf, konnte sich aber weder in dieser Spielzeit noch bis 1984 als Stammspieler durchsetzen. Zur Saison 1984/85 wurde er erneut in die 2. Mannschaft ausdelegiert. Er wurde auch später nicht mehr in Oberligaspielen eingesetzt, sodass seine Bilanz der Jahre von 1980 bis 1984 lediglich 32 Erstligaspiele aufweist.
Zur Rückrunde der Saison 1984/85 wechselte Patzenhauer zum DDR-Ligisten TSG Bau Rostock. Dort bestritt er bis zum September 1985 22 Zweitligaspiele, zunächst als rechter Stürmer, ab Anfang 1985 im Mittelfeld. Im November 1985 musste Patzenhauer seinen Militärdienst antreten und erhielt die Gelegenheit, bei der Armeesportgemeinschaft Vorwärts Fünfeichen weiter Fußball zu spielen. Die Mannschaft war gerade in die drittklassige Bezirksliga Neubrandenburg aufgestiegen und wurde sofort Bezirksmeister.
Da Fünfeichen nicht von der zentralen Armeesportvereinigung gefördert wurde, durfte sich die Mannschaft nicht an den Aufstiegsspielen zu DDR-Liga beteiligen, sodass Patzenhauer auch für den Rest seiner Armeezeit bis zum Sommer 1987 drittklassig spielen musste. Anschließend ging Patzenhauer wieder nach Rostock zurück, schloss sich dort aber dem Bezirksligisten TSG Bau Rostock an, bei dem er schließlich seine Laufbahn als Fußballspieler im Leistungsbereich beendete. Als Freizeitsportler spielte Patzenhauer noch 2009 bei der Ü-40-Mannschaft des Rostocker FC 95, daneben war er als diplomierter Sportlehrer als Nachwuchstrainer beim FC Hansa Rostock tätig.